# Paavo Yrjölä
Paavo Ilmari Yrjölä (1902. június 18. – 1980. február 11.) olimpiai bajnok finn atléta, tízpróbázó.

## Pályafutása
1924-ben vett részt első alkalommal az olimpiai játékokon. Párizsban egyedül a tízpróba számában indult, melyet kilencedikként zárt. Az ezt követő három év mindegyikében (1925, 1926, 1927) megnyerte hazája tízpróba-bajnokságát.
1928-ban, az amszterdami olimpián már három versenyszámban is elindult, azonban sem súlylökésben, sem magasugrásban nem jutott döntőbe. Tízpróbán folytatta sikersorozatát, és új olimpiai rekorddal lett bajnok.
Az 1932-es Los Angeles-i olimpián még jelen volt ugyan, de nem tudta megvédeni címét.

## Egyéni legjobbjai
- 100 méteres síkfutás - 11,6 s
- Távolugrás - 6,76 m
- Súlylökés - 14,72 m
- Magasugrás - 1,87 m
- 400 méteres síkfutás - 51,9 s
- 110 méteres gátfutás - 15,5 s
- Diszkoszvetés - 43,26 m
- Rúdugrás - 3,30 m
- Gerelyhajítás - 62,15 m
- 1500 méteres síkfutás - 4.25,8 s
- Tízpróba - 6700 pont (8117 az akkori pontozás szerint)
- Öttusa - 3532 pont

## Magánélete
Bátyja, Iivari Yrjölä szintén sikeres tízpróbázó, illetve öttusázó volt, míg fia, Matti Yrjölä súlylökőként volt eredményes.